# Guy III de Pontailler
Guy III (ou Guyard) de Champlitte-Pontailler, né en Bourgogne en 1382 et mort en 1439, fut seigneur de Talmay, de Mantoche, d'Heuilley, de Fénay, de Chevigny, de Saulon (Saulon-la-Rue, Saulon-la-Chapelle), de Villeneuve, de Barges, de Tart (Tart-l'Abbaye, Tart-le-Haut, Tart-le-Bas), et de Nogent.

## Ascendance
Guy de Pontailler est le fils de Guy II de Pontailler (1335-1396), seigneur de Pontailler, Talmay, Fenay et Chevigny, Saulon (Saulon-la-Rue, Saulon-la-Chapelle), Chailly, Champagny, Tart (Tart-l'Abbaye, Tart-le-Haut, Tart-le-Bas), et Heuilley, maréchal de Bourgogne, et de sa seconde épouse, Marguerite d'Anglure (1338-1402), fille d'Ogier VII, seigneur d'Anglure, Saint-Chéron et Étoges, et de Marguerite de Conflans.

## Carrière
Dévoué aux ducs de Bourgogne, il occupe successivement pour eux les fonctions de lieutenant général (en Artois), d'ambassadeur (au concile de Bâle et en Savoie), et de maréchal de Bourgogne. 
Il est également membre du Grand Conseil et du Conseil Étroit du duc.
En 1431, il est établi capitaine de la châtellenie de Laperrière.
En 1433, il est nommé chevalier de la Toison d'or.

## Mariage et descendance
Guy de Pontailler épouse lors de ses premières noces, en 1402, Claude de Bourbon-Lancy, dame de La Roche en Besort et de Saint-Léger-de-Foucherets, morte sans postérité vers 1420.

Il épouse en secondes noces Marguerite de Cusance, dame de Flagy, de laquelle naît un fils, Guillaume.